# Кам'яний Брід (Голованівський район)
Кам'яний Брід (народна назва «Глиняники», що з'явилася завдяки покладам білої глини в околицях села) — село в Благовіщенській громаді Голованівського району Кіровоградської області України. Населення становить 910 осіб.
На 01.04.1967 с. Мощене, Василівське (Василівка) та Кам'яний Брід були об'єднані в одне с. Кам'яний Брід. Було центром Кам'янобрідської сільської ради.

## Пам'ятки
Біля села знаходиться ландшафтний заказник місцевого значення Кам'яногірський заказник.

## Населення
Згідно з переписом УРСР 1989 року чисельність наявного населення села становила 861 особа, з яких 382 чоловіки та 479 жінок.
За переписом населення України 2001 року в селі мешкало 906 осіб.

### Мова
Розподіл населення за рідною мовою за даними перепису 2001 року:
| Мова       | Відсоток |
| ---------- | -------- |
| українська | 98,35 %  |
| російська  | 1,43 %   |
| молдовська | 0,22 %   |